# NGC 512
NGC 512 è una galassia a spirale situata nella costellazione di Andromeda a una distanza di circa 220 milioni di anni luce dalla nostra Via Lattea.

## Scoperta
NGC 512 è stata scoperta il 17 novembre 1827 dall'astronomo britannico John Herschel.

## Gruppo di NGC 507
NGC 512 fa parte del Gruppo di NGC 507, un vasto raggruppamento che comprende almeno 42 galassie, 21 delle quali figurano nel New General Catalogue (NGC) e 5 nell'Index Catalogue (IC). Quattro membri di questo gruppo sono anche inclusi tra le galassie di Markarian. La  galassia più luminosa del gruppo è NGC 507, mentre la più estesa è NGC 536.